# Filip Abram
Filip Abram, slovenski sodnik, * 19. april 1835, Tupelče, † 1. april 1903, Dunaj. 

## Življenje in delo
Rodil se je očetu Antonu in materi Mariji Ani (rojena Uršič). Po končani gimnaziji v Gorici in Benetkah je študiral pravo na Dunaju in v Gradcu. Po končanem študiju je stopil v sodno službo na Primorskem, bil okrajni sodnik v Komnu in Tolminu, svetnik deželnega, trgovskega in višjega deželnega sodišča v Trstu. V krajih, kjer je služboval, je povsod pospeševal slovensko narodno gibanje in uradovanje v slovenščini. Leta 1891 je postal dvorni svetnik vrhovnega sodišča, 1892 pa ga je poklical minister za pravosodje grof Schönborn v pravosodno ministrstvo in mu poveril kadrovski referat za slovenske dežele. Njegova naloga je bila zelo težavna, ker se je moral skoraj v vsakem primeru boriti z raznovrstnimi političnimi vplivi in interesi. Ko mu je novi minister grof Gleispach onemogočil delovanje v ministrstvu, se je moral 1896 umakniti nazaj k vrhovnemu sodišču ter postal kmalu senatni predsednik, kar je ostal do smrti. Leta 1878 je v soavtorstvu v Trstu izdal zbirko odločb trgovskega in pomorskega sodišča: Raccolta di Giudicati del Tribunale Commerciale marittimo in Trieste, ki je ostala edina zbirka pravnih predpisov iz avstrijskega pomorskega prava.